# The Livid Flame
The Livid Flame is een stomme film uit 1914 met Earle Foxe en Lafe McKee als de verliefde tieners Jesse en Darlene die op zoek zijn naar een plek waar zij samen kunnen zijn. 

## Rolverdeling
| Acteur           | Personage |
| ---------------- | --------- |
| Earle Foxe       |           |
| Lafe McKee       |           |
| Charles Wheelock |           |
| Adda Gleason     |           |
| Roy Watson       |           |
| Philo McCullough |           |